# Russells theepot
Russells theepot, soms de bovennatuurlijke theepot genoemd, is een analogie die als eerste werd bedacht door de filosoof Bertrand Russell om onfalsifieerbare stellingen van religies te ontkrachten. Russell geeft met het theepotargument aan dat beweringen over het al dan niet bestaan van een god bewezen moeten worden door de persoon die de bewering maakt. In een artikel getiteld Is There a God? (Is er een God?), aangekocht maar nooit gepubliceerd door het tijdschrift Illustrated in 1952, schreef Russell het volgende:

Als ik zou stellen dat er tussen de Aarde en Mars een porseleinen theepot in een ellipsvormige baan rond de zon draait, dan zou niemand het tegendeel kunnen bewijzen als ik er bij zou zeggen dat de theepot te klein is om gezien te worden, zelfs als onze sterkste telescopen gebruikt zouden worden. Als ik dan zou zeggen dat, aangezien het tegendeel van mijn stelling niet bewezen kan worden, het een ontolereerbare miskenning van het menselijk verstand zou zijn om aan mijn stelling te twijfelen, dan zou iedereen me voor gek verklaren. Maar als het bestaan van deze theepot erkend zou worden in antieke boeken, wanneer het elke zondag als de heilige waarheid wordt aangeleerd en de hersenen van kinderen ermee op school geïndoctrineerd zouden worden, dan zou afzien van geloof in zijn bestaan een teken van excentriciteit worden en zou iemand die twijfelt in een verlicht tijdperk naar een psychiater worden gestuurd, of in een eerdere tijd aan de Inquisitie uitgeleverd worden.

In zijn in 2003 gepubliceerde boek Kapelaan van de duivel (Engels: A Devil's Chaplain) ontwikkelde Richard Dawkins het theepot-thema nog wat verder:

De reden waarom georganiseerde religies een ronduit vijandige aanpak verdienen, is dat, in tegenstelling tot het geloof in Russells theepot, het geloof krachtig, invloedrijk en uitgezonderd van belastingen is, en ook nog eens systematisch wordt overgedragen aan kinderen die te jong zijn om zichzelf te kunnen verdedigen en een goede afweging te maken. Kinderen worden niet gestimuleerd om tijdens hun studiejaren idiote boeken over theepotten te lezen en uit hun hoofd te leren. Door de overheid gesubsidieerde scholen sluiten geen kinderen buiten van ouders met een voorkeur voor de verkeerde soort theepot. Theepotgelovigen stenigen geen theepotongelovigen, theepotgeloofsafvalligen, theepotheidenen en theepotgodslasteraars. Moeders verbieden hun zonen niet te trouwen met theepotketters, van wie de ouders geloven dat er niet één maar drie theepotten zijn. Mensen die als eerste de melk in het kopje schenken beschieten geen mensen die de thee als eerste in het kopje schenken.

Het concept van Russells theepot is verder uitgewerkt in humoristische, wat meer expliciete parodiereligieën als de Onzichtbare Roze Eenhoorn en het Vliegend Spaghettimonster.